# كأس أرمينيا 2008
كأس أرمينيا 2008 (بالأرمنية: Հայաստանի ֆուտբոլի գավաթ 2008) هو الموسم 17 من كأس أرمينيا. أقيم خلال الفترة 21 مارس 2008 وحتى 9 مايو 2008، وأشرف على تنظيمه اتحاد أرمينيا لكرة القدم، وكان عدد الأندية المشاركة فيه 14، وفاز فيه أرارات يريفان.